# África Pedraza Molina
África Pedraza Molina (Ceuta, 23 de noviembre de 1925-Lucena, 17 de julio de 2022) fue una escritora y periodista española. Formó parte de la Real Academia cordobesa.

## Biografía
Nació en Ceuta pero vivió en Lucena y en Córdoba. Su padre, cordobés y militar de profesión, estuvo destinado en Ceuta lo que propició que Pedraza naciera en esa ciudad. A los cuatro años falleció su madre, hecho que le marcó de por vida. Por los traslados de su padre de África a la península, vivió en diversas ciudades de España. Durante el bachillerato comenzó a desarrollar su vocación de escritora.

## Trayectoria literaria
África Pedraza Molina cultivó todos los géneros literarios, especialmente el relato breve y la poesía. Fue colaboradora habitual en la prensa local, nacional y de Hispanoamérica.
En 1965 fue la primera mujer y la sexta persona en formar parte de la Real Academia de Ciencias, Bellas Letras y Nobles Artes de Córdoba.Fue miembro del Ateneo de Córdoba.
Fue presidenta desde 1987 y durante una treintena de años la asociación literaria Wallada. En un principio, la asociación era sólo femenina pero al poco tiempo de su constitución, Pedraza dio entrada al género masculino, transformando al colectivo en mixto. Mantuvo la dirección de la revista Wallada.

## Obra
- Epistolario Valeriano (1967)
- Erisana (1969)
- Anaquel de imágenes (1972)
- Crisol de amor (1991)
- A orillas del Guadalquivir (1994)
- Brisas de alma inquieta (1999)

## Premios y reconocimientos
- En 1988 fue la primera mujer pregonera de la Virgen de Araceli de las Fiestas de Lucena.[4]
- En 2019 le dedicaron las Jornadas de Patrimonio Literario de Lucena con perspectiva de género.[5]
- En 2019 se colocó una placa de homenaje en su vivienda de la calle El Peso en la localidad de Lucena.[4]
- Tiene una calle con su nombre en el municipio cordobés de Lucena.[6]

## Vida personal
Se casó con Pedro Álvarez, un lucentino con quien tuvo cinco hijos.